# Atethobius scutiger
Atethobius scutiger är en mångfotingart som beskrevs av Karl Wilhelm Verhoeff 1934. Atethobius scutiger ingår i släktet Atethobius och familjen stenkrypare. Inga underarter finns listade i Catalogue of Life.